# Acanthurus auranticavus
Acanthurus auranticavus (Randall, 1956) è un pesce osseo marino appartenente alla famiglia Acanthuridae.

## Distribuzione e habitat
Questa specie è diffusa nell'Indo-Pacifico tropicale dalle coste dell'Africa orientale fino alle Samoa alla grande barriera corallina australiana.
Questa specie vive nei pressi delle  barriere coralline sia nelle acque poco profonde delle lagune che sulle barriere esterne, su fondi duri. I giovanili vivono fra i coralli molli delle lagune, in acque basse.
Si può trovare fra 1 e i 20 metri di fondale.

## Descrizione
Questa specie, come gli altri Acanthurus, ha corpo ovale, compresso lateralmente. La bocca è piccola, posta su un muso sporgente; sul peduncolo caudale è presente una spina mobile molto tagliente. La pinna dorsale è unica e piuttosto lunga, di altezza uniforme. La pinna anale è simile ma più corta. La pinna caudale è lunata. Le scaglie sono molto piccole. La livrea ha sfondo marrone scuro con una macchia bruno arancio tra le pinne pettorali e il ventre. L'occhio ha due macchie aranciate prima e dopo la pupilla, un'altra macchia arancio è presente in molti individui attorno alla spina sul peduncolo caudale. Ha una corte macchia scura curva dietro l'occhio. La base della pinna caudale è bianca.
È riportata la taglia massima di 45 cm.

## Biologia
Vive fino a 30 anni.

### Comportamento
Si incontra in gruppi fino a oltre 30 individui. Forma banchi misti con altri Acanthurus.

### Alimentazione
Si nutre di detrito e sedimento.

## Pesca
È oggetto di pesca per l'alimentazione umana in parti del suo areale.

## Conservazione
È comune almeno in parte dell'areale. Non sembrano sussistere preoccupazioni per lo status della specie. La Lista rossa IUCN lo classifica come "a rischio minimo".